# Edward Phillpotts
Edward Montgomery Phillpotts, CB (* 1871 in Lamerton, Devon; † 9. April 1952) war ein britischer Konteradmiral der Royal Navy.

## Leben
Phillpotts war ein Sohn von Reverend Henry John Phillpotts und dessen Ehefrau Catherine Mary Robertson. Sein älterer Bruder war Brigadegeneral Louis Murray Phillpotts, der am 8. September 1916 in Frankreich fiel. Er selbst absolvierte eine Ausbildung zum Seeoffizier und fand danach zahlreiche Verwendungen in der Royal Navy und diente unter anderem 1897 im Königreich Benin. Am 30. Juni 1906 wurde er zum Kapitän zur See befördert und war 1911 Superintendent der Fernmeldeschulen (Signals Schools) sowie während des Ersten Weltkrieges Marineassistent des für Personal zuständigen Zweiten Seelords (Second Sea Lord and Chief of Naval Personnel). Während der Skagerrakschlacht vom 31. Mai bis 1. Juni 1916 war er Kommandant des Schlachtschiffs Warspite. Danach war er Marine-Aide-de-camp von König Georg V. und verblieb in dieser Funktion bis zu seiner Beförderung zum Konteradmiral 1918, woraufhin Kapitän zur See Maurice Woollcombe am 15. Januar 1918 seine Nachfolge antrat.
Zuletzt war Phillpotts, der Companion des Order of the Bath (CB) war, von 1920 bis 1923 Präsident des Artillerieausschusses.